# 格里涅瓦
49°0′40″N 27°15′42″E / 49.01111°N 27.26167°E
赫里內瓦（烏克蘭語：Гринева）是位於烏克蘭西部的村莊，由赫梅利尼茨基州裡赫梅利尼茨基區的溫基夫齊市鎮負責管轄。該村始建於1493年，面積0.3平方公里，海拔高度287米，2001年人口127，人口密度每平方公里426.2人。